# Medio Araguaia (tiểu vùng)
Medio Araguaia là một tiểu vùng thuộc bang Mato Grosso, Brasil. Tiều vùng này có diện tích 32096 km², dân số năm 2007 là 61073 người.